# Bodarna, Uppsala kommun
För Bodarna öster om Uppsala, se Ensta och Bodarna.
Bodarna är en småort i Uppsala-Näs socken i Uppsala kommun. Orten ligger vid Ekolns nordvästra strand, sydväst om Uppsala och strax norr om Ytternäs och Vreta.

## Befolkningsutveckling
| Befolkningsutvecklingen i Bodarna 1990–2023 | Befolkningsutvecklingen i Bodarna 1990–2023 | Befolkningsutvecklingen i Bodarna 1990–2023 | Befolkningsutvecklingen i Bodarna 1990–2023 | Befolkningsutvecklingen i Bodarna 1990–2023 |
| ------------------------------------------- | ------------------------------------------- | ------------------------------------------- | ------------------------------------------- | ------------------------------------------- |
|                                             |                                             |                                             |                                             |                                             |
| År                                          |                                             |                                             | Folkmängd                                   | Areal (ha)                                  |
| 1990                                        | 1990                                        |                                             | 81                                          | 20#                                         |
| 1995                                        | 1995                                        |                                             | 100                                         | 26#                                         |
| 2000                                        | 2000                                        |                                             | 103                                         | 26#                                         |
| 2005                                        | 2005                                        |                                             | 121                                         | 28#                                         |
| 2010                                        | 2010                                        |                                             | 128                                         | 28#                                         |
| 2015                                        | 2015                                        |                                             | 149                                         | 38#                                         |
| 2020                                        | 2020                                        |                                             | 158                                         | 39#                                         |
| 2023                                        | 2023                                        |                                             | 170                                         | 39                                          |
| Anm.: # Som småort.                         |                                             |                                             |                                             |                                             |